# 졸업 (노래)
《졸업》은 2AM의 이창민과 조권이 참여한 디지털 싱글이다. 2009년 2월 5일 공개되었으며, 음반은 2009년 2월 23일에 발매되었다. 이 음반은 뮤직큐브의 “스웨터(SWEATER)” 프로젝트의 일환으로 공개된 싱글이다. 전람회의 3집 앨범 《졸업》 수록곡이자 타이틀곡인 `졸업`을 리메이크했다.

## 수록곡
1. 졸업